# HNLMS Mercuur
Le HNLMS Mercuur (A900) (Pays-Bas : Zr.Ms. Mercuur) est un navire de soutien sous-marin de la Marine royale néerlandaise (Koninklijke Marine). Le navire a été construit et conçu spécialement pour soutenir les sous-marins néerlandais. Il est entré en service le 21 août 1987 et il est le seul navire de surface attaché au service des sous-marins néerlandais.

## Service
le Mercuur a plusieurs tâches qui impliquent toutes de soutenir les sous-marins hollandais. Tout d'abord, Mercuur participe toujours à des exercices d'entraînement impliquant les sous-marins de la Marine royale néerlandaise. Au cours de ces exercices, le Mercuur fonctionne principalement comme navire cible.
L'autre tâche du Mercuur est de réaliser des essais et des expériences avec des torpilles utilisées par les quatre sous-marins hollandais. Outre les tests et les expériences, il effectue également la maintenance des torpilles.